# La Selva (les Illes)
La Selva és un poble de la comuna de Morellàs i les Illes, al Vallespir (Catalunya Nord), que del 1790 al 1823 tingué comuna pròpia. Aquell any va quedar integrat en la de les Illes, i el 1972 entrava a formar part de la comuna actual.
El veïnat o poble de la Selva, que gaudí d'independència municipal entre el 1790 i el 1832, està situat al nord-oest de les Illes, en un paratge força emboscat. El poble de la Selva, d'hàbitat dispers, és al nord-oest de la població de les Illes i a ponent del nucli de l'església d'aquest vilatge, a prop del terme de Ceret i de l'antic terme de Palol. L'antic terme és, pràcticament, la vall del Còrrec del Riu, amb el Rec de la Quera, darrer afluent de la Ribera de les Illes abans que aquesta es converteixi en la Ribera de Morellàs, en els vessants meridionals del Pic del Bolaric i els orientals del Puig de Fontfreda.
Hi pertany el Mas Comó o Comú, allunyat al nord-oest respecte del nucli principal del veïnat de la Selva, i n'havia format part també el veïnat de l'Arbre Gros, en un principi una sola masia aïllada. També són d'aquest antic terme boscs frondosos, com les nogueres de la Noguereda i el bosc de faigs del Clot de la Fajosa. A l'extrem de ponent, tanca la vall el Coll de Fontfreda, on es troba l'Estela dels evadits, i al racó sud-oest d'aquest antic terme, el Coll dels Cirerers i la partida del Cortal d'en Jaques.
Travessa el territori de la Selva la carretera D13f (Les Illes - Ceret), anomenada Ruta de Fontfreda.

## Etimologia
L'etimologia del nom d'aquest poble és tan clara que, tot i que l'esmenta, a penes mereix una frase explicatòria de Joan Coromines, a l'Onomasticon Cataloniae: la Selva ve del llatí sǐlva, bosc.

## Geografia
| Palol |           | Morellàs |
| Ceret |           |          |
|       | Les Illes |          |

## Història
La Selva, que havia format una petita senyoria amb l'Arbre Gros, que apareix escrit el 1336 Selva e Bregos, també apareix en altres documents del mateix segle XIV com La Silva i La Selva (El Bosc). En el fogatge de 1365 - 1370 l'Arbre Gros apareix amb 5 focs.
El territori de la Selva, que s'estenia al sud de la muntanya de les Salines, en terres actualment de Maçanet de Cabrenys, foren donades al senyor de Morellàs, Gaspar de Santmartí, el 1447 per Alfons el Magnànim.
La Selva va ser declarat comuna el 1790 i, després, fusionat el 1823 amb Les Illes.

## Demografia
Demografia de La Selva.
| 1365 f | 1378 f | 1470 f | 1515 f | 1720 f | 1730 f | 1755 f | 1767 | 1789 f | 1794 | 1795 | 1796 | 1800 | 1804 | 1806 | 1820 |
| ------ | ------ | ------ | ------ | ------ | ------ | ------ | ---- | ------ | ---- | ---- | ---- | ---- | ---- | ---- | ---- |
| 5      | 6      | 6      | 3      | 5      | 8      | 9      | 48   | 8      | 50   | 31   | 38   | 34   | 45   | 40   | 45   |

A partir del 1823, la població és inclosa en la de les Illes.